# Epigenom
Epigenom – pełny zestaw chemicznych modyfikacji DNA oraz białek histonów, który reguluje strukturę chromatyny oraz funkcje genomu. Zmiany te są potencjalnie dziedziczne.

## Elementy epigenomu
Chemiczne zmiany DNA oraz histonów pełnią ważną funkcję w regulacji ekspresji genów podczas rozwoju organizmu. Najlepiej poznanym mechanizmem epigenetycznym jest metylacja DNA. Przyłączenie reszt metylowych do nukleotydów jest mechanizmem umożliwiającym różnicowanie się komórek i pełnienie przez nie wielu odmiennych funkcji w tkankach. Tego rodzaju modyfikacje chemiczne pozwalają także zahamować ekspresję  genów retrowirusów endogennych oraz innych szkodliwych dla organizmu odcinków DNA. Zaburzenia w procesie metylacji są uznawane za mechanizm powstawania większości nowotworów. Badania wykazały, że metylacji ulega 14% reszt cytozynowych u Arabidopsis thaliana, 8% u Mus musculus, 2,3% u Escherichia coli i 0,03% u Drosophila melanogaster. Jednak mechanizm ten prawie nie występuje u drożdży, gdzie metylacji ulega mniej niż 0,0002% reszt cytozynowych.
Drugim elementem epigenomu są chemiczne modyfikacje histonów. Tego rodzaju zmiany zachodzą podczas zapłodnienia i wprowadzają powstałą komórkę w stan totipotencji. Wyniki badań wskazują, że tego rodzaju zmiany mogą być dziedziczone.
Elementem związanym z regulacją ekspresji są także miejsca nadwrażliwe na DNazę I – DHSS (ang. DNase I hypersensitive site). Mechanizm ten związany jest z regulowaniem transkrypcji poprzez upakowanie chromatyny. U Arabidopsis thalina zidentyfikowano 38290 DHSS w tkankach liści i 41193 DHSS w tkankach kwiatów.
Ważnym elementem regulującym ekspresję genów są także różnego rodzaju niekodujące RNA. Elementami takimi są ncRNA (długie niekodujące RNA), których zidentyfikowano kilka tysięcy w komórkach ssaków. ncRNA zwiększa aktywność sąsiadujących z nim genów. Innym rodzajem RNA wpływającego na ekspresję genów jest miRNA. Cząsteczki o długości 20-23 nukleotydów wpływają na stabilność mRNA. Udowodniono udział miRNA w powstawaniu nowotworów, regulacji cyklu komórkowego, apoptozie, różnicowaniu komórek oraz odpowiedzi organizmu na stres.

## Epigenom człowieka
Sukces sekwencjonowania genomu człowieka zachęcił naukowców do podjęcia prac nad poznaniem wszystkich elementów epigenomu ludzkiego. W roku 2010 w Waszyngtonie powstał międzynarodowy projekt, International Human Epigenome Consortium,  którego celem jest poznane epigenomu człowieka.